# Bernard Délicieux

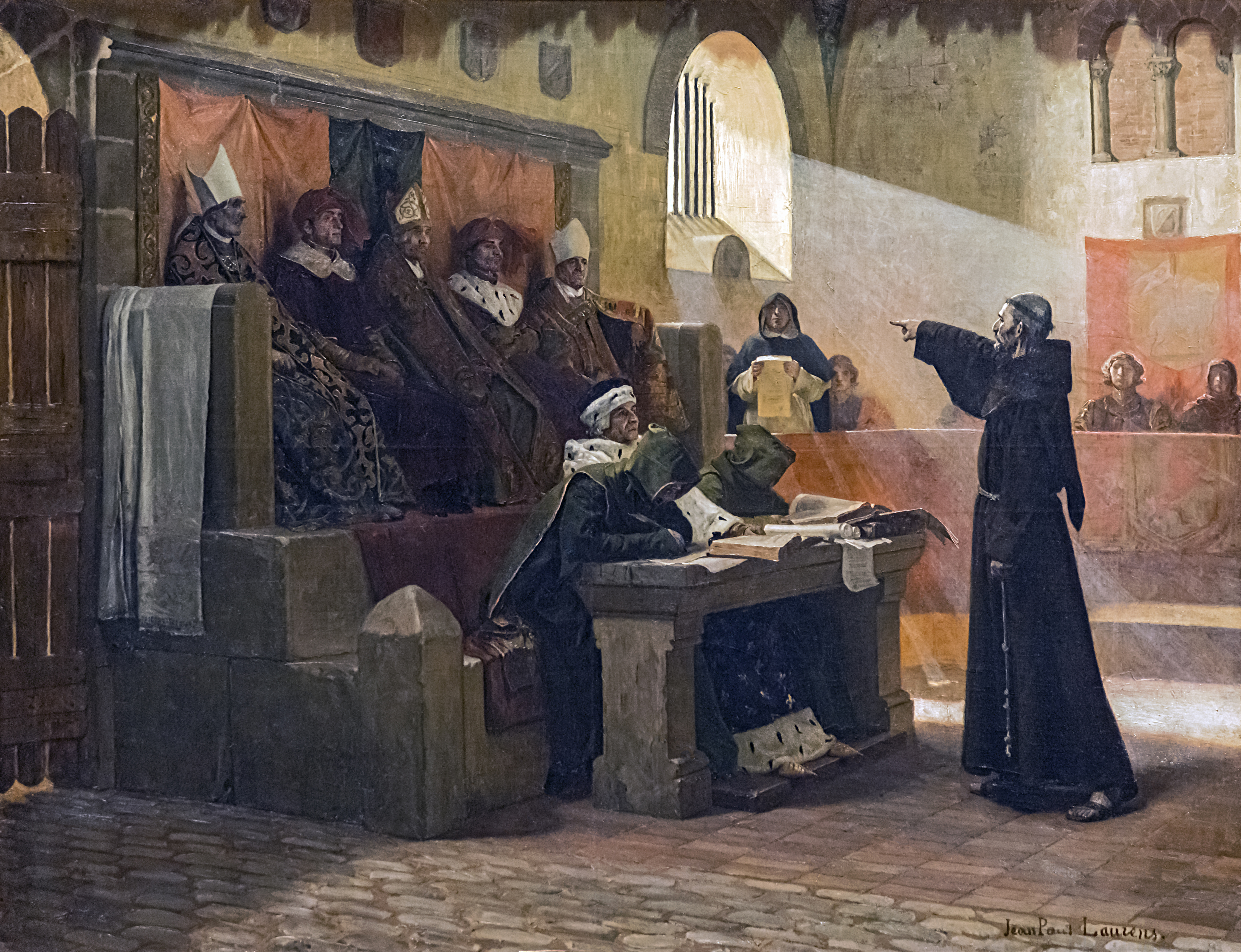
Agitátor z Languedocu (Musée des Augustins, Toulouse)

Bernard Délicieux OFM (1260, Montpellier – kolem 1319, Avignon) byl františkánský mnich, který bojoval proti inkvizici a obhajoval heretiky a jejich přátele (mylně označované jako kataři), které disidenští františkáni označovali za beghardy a bekyně.
V letech 1299 až 1304 byl hlavním vůdcem protestního hnutí proti inkvizitorům z Languedocu a jejich příteli, biskupovi z Albi, Bernardovi de Castanet. Shromáždil zástupce měst Albi, Cordes, Carcassonne, Castres a Limoux a vyrazil za králem Filipem Sličným, aby před ním odsoudil zneužívání inkvizice.
V letech 1302-1303 u krále na chvíli uspěl, dosáhl osvobození vězňů inkvizice z žalářů v Carcassonne. Ale po uklidnění sporu mezi Filipem a papežem (smrtí Bonifáce VIII.), ztratil Bernard Délicieux královskou podporu. Laskavost nového papeže Klementa V. (1305-1314) přinesla mezi Bernardem a inkvizicí několik let míru. Ale příchodem papeže Jana XXII. se vše změnilo. Roku 1316 papež udeřil inkvizicí v Languedocu.
Následujícího roku, když do Avignonu přišel před papeže obhajovat své cíle, byl Bernard Délicieux na papežův příkaz zatčen. Po soudu v prosinci 1319, vedeném inkvizitorem Bernardem Guiem, byl Délicieux odsouzen k doživotnímu odnětí svobody. Krátce na to zemřel ve vězení.
Po Bernardovi Délicieux jsou pojmenovány ulice v Montpellier a Toulouse.